# 24 Ore di Le Mans 1925

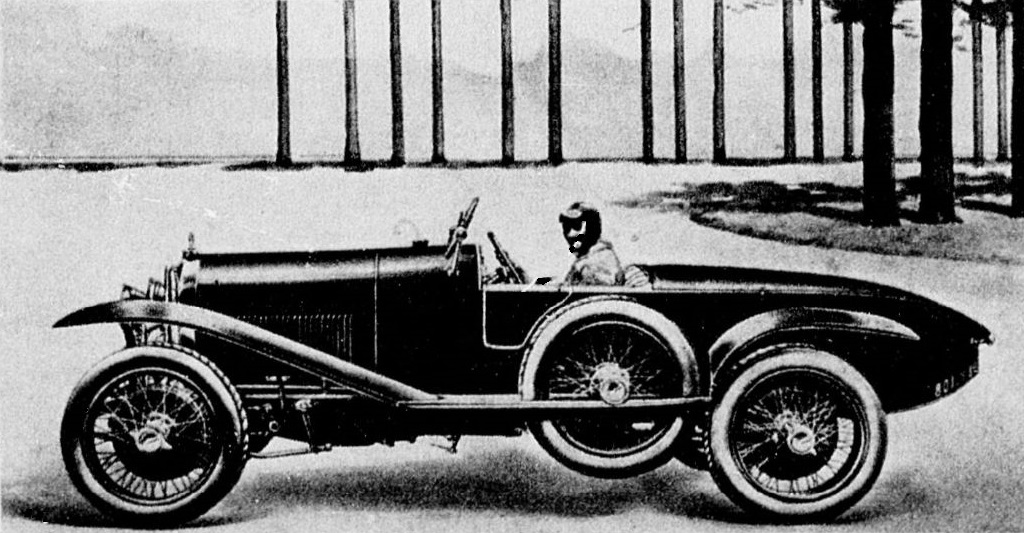
La Lorraine-Dietrich B3-6 Sport, vettura vincitrice della gara guidata da Gérard de Courcelles e André Rossignol

La 24 Ore di Le Mans 1925 è stata la 3ª maratona automobilistica svoltasi sul Circuit de la Sarthe di Le Mans, in Francia, il 20 e il 21 giugno 1925.

## Contesto
La procedura per la 24 ore di Le Mans 1925 ha subito alcuni cambiamenti significativi: infatti, è stata introdotta la "partenza Le Mans", in cui i piloti, per evitare di anticipare la partenza, si sarebbero schierati sul lato opposto della pista. Quando cadeva la bandiera, avrebbero corso, alzato il cofano e poi avviato l'auto partendo il più velocemente possibile. Questa procedura di partenza è stata utilizzata fino al 1969 e poi, per motivi di sicurezza, è stata sostituita dalla "partenza Indianapolis".
L'Automobile Club de l'Ouest (ACO) ha offerto un premio di 500 FF al più veloce a montare il cofano, e l'agente francese per i componenti delle sospensioni Truffault-Hartford ha offerto, invece, un premio di 1000 FF all'auto in testa dopo il primo giro. I cofani ora dovevano rimanere su per almeno i primi venti giri (circa due ore) e dovevano essere esaminati dai funzionari per verificarne la robustezza prima di essere tirati giù. Oltre alla regola dei 20 giri tra i rifornimenti di liquidi, ora non potevano essere aggiunti liquidi dopo le 15:00, nell'ultima ora di gara.
Un altro cambiamento importante fu che ogni auto doveva tagliare il traguardo e passare la bandiera a scacchi per essere classificata. Utilizzando le velocità medie di gara delle auto, i funzionari avrebbero calcolato la posizione stimata di ogni auto in pista al traguardo delle 24 ore. La scala mobile delle distanze target fu nuovamente modificata, anche se non in modo così severo come nel 1924. Le distanze includevano quanto segue:
| Motore | Minimo giri 1924 | Minimo giri 1925 | Media velocità richiesta |
| ------ | ---------------- | ---------------- | ------------------------ |
| 3000cc | 115              | 118              | 84,9 km/h (52,8 mph)     |
| 2000cc | 102              | 108              | 77,7 km/h (48,3 mph)     |
| 1500cc | 93               | 99               | 71,2 km/h (44,2 mph)     |
| 1500cc | 93               | 99               | 71,2 km/h (44,2 mph)     |

Quest'anno ci sono stati diversi premi in denaro assegnati dall'ACO e da vari sponsor per eventi che andavano dal primeggiare in certi orari alle auto più silenziose e comode. Infine, questa gara è stata il culmine delle inaugurali Triennial e Biennial Cup. Rimasero solo sette concorrenti dei costruttori che avevano completato sia la gara del 1923 che quella del 1924 per essere in lizza per la Triennial Cup. C'erano otto concorrenti per la Biennial Cup. Entrambe sarebbero state decise esclusivamente dai risultati di questa gara, non dall'aggregato combinato.

### Il circuito
Con l'ulteriore successo della gara, l'ACO ha pensato di ottenere strutture più permanenti: hanno tentato di acquistare le proprietà attorno all'area box a Les Raineries, tuttavia i prezzi richiesti dai proprietari terrieri erano troppo alti. Frustrata, l'ACO decise invece di trasferirsi con vicini più accomodanti presso l'ippodromo lungo Les Hunaudières, la strada principale da Le Mans a Tours. Un nuovo box temporaneo, illuminazione e tribune furono allestiti sul rettilineo di Mulsanne. L'ente nazionale delle strade ha aiutato ad ampliare e sigillare la pista attorno alla nuova area box per agevolare la nuova procedura di partenza.

## Gli Iscritti
L'attenzione internazionale che era giunta con la vittoria della Bentley l'anno precedente aveva attirato un elenco di partecipanti molto più ampio. Delle 68 presentate, 55 sono arrivate per le verifiche tecniche. Ma tra queste c'erano 15 auto provenienti da fuori dalla Francia. Le inglesi Sunbeam, AC ed Austin si sono unite alla Bentley, oltre ad essere presenti le italiane Diatto ed OM e la statunitense Chrysler. C'erano anche sei diverse aziende di pneumatici rappresentate alla gara (Englebert, Rapson, Pirelli, Michelin, Dunlop e B.F. Goodrich).
| Categoria       | Iscritti | Classi    |
| --------------- | -------- | --------- |
| Motori grandi   | 19 / 17  | + 2.0L    |
| Motori medi     | 23 / 19  | 1.1L-2.0L |
| Motori piccoli  | 13 / 13  | +1.1L     |
| Totale iscritti | 55 / 49  | 55 / 49   |

- Nota: Il primo numero indica il numero delle vetture presentatesi, il secondo quelle che hanno partecipato alla gara.

Dopo la vittoria sulla distanza dell'anno precedente, Bentley tornò con un'auto ufficiale completa per supportare l'iscrizione privata di John Duff e portando i tag "favoriti". Duff aveva la stessa auto dell'anno scorso: essa aveva un motore da 3,3 litri potenziato ed era guidata dal venditore Bentley Bertie Kensington-Moir e Dudley Benjafield, un medico Harley St e pilota Bentley a Brooklands.
Le Chenard & Walcker si erano ben piazzate in entrambe le Coppe Rudge-Whitworth e sono arrivate a Le Mans con quattro auto divise su due cilindrate per coprirsi le spalle. Il piano era di inseguire le Coppe con le auto più piccole e puntare alla vittoria sulla distanza con quelle più grandi. Ancora una volta, ai loro piloti principali René Léonard e André Lagache è stata assegnata la loro auto principale, l'ultima versione della 22CV. Quest'ultima era più bassa e ora aveva un motore a 8 cilindri in linea da 3,95 litri. La seconda auto è stata guidata, invece, dall'eroe del team del 1924 André Pisart e da Jacques Ledure, provenienti dalla Bignan. Le auto più piccole furono ispirate dall'aerodinamica della Bugatti Tipo 32 Tank. La Z1 avanzata del progettista Henri Toutée era una versione da corsa della futura tourer Y8. Aveva un nuovo motore da 1,1 litri che produceva 50 CV e aveva un nuovo sterzo e freni sulle 4 ruote, rendendola molto veloce. Furono assegnate rispettivamente alle coppie Sénéchal/Loqueheux e Glaszmann/de Zúñiga.

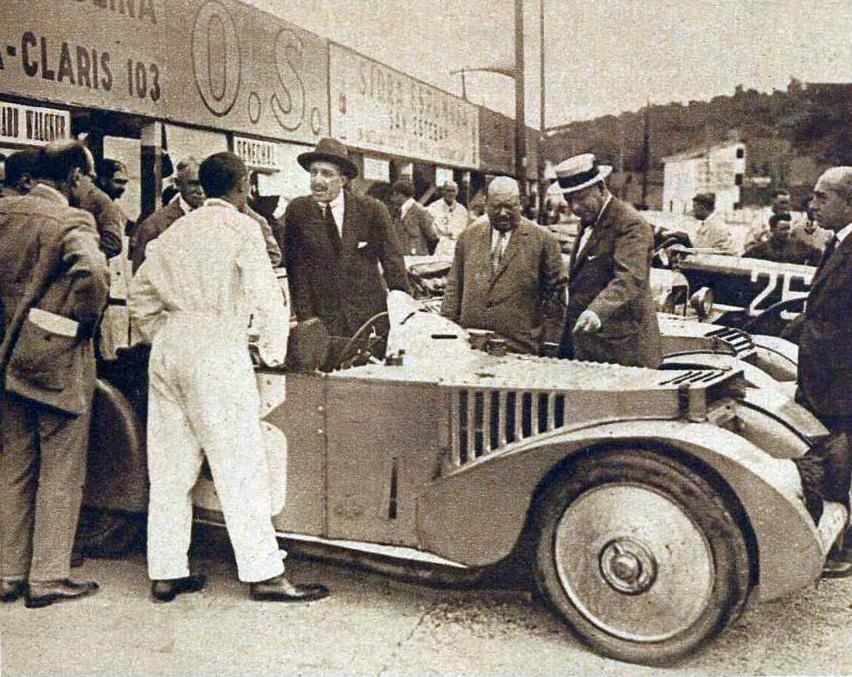
La Chenard-Walcker Z1 aerodinamica (nel 1926)

Dopo essere andata molto vicina alla vittoria l'anno precedente, la Lorraine-Dietrich arriva con tre delle loro auto B3-6. Le auto erano state alleggerite e le problematiche ruote "artiglieria" in acciaio erano state sostituite da quelle a raggi Rudge-Whitworth. Tutte e tre le auto montavano pneumatici Englebert. Le coppie di piloti dell'anno scorso erano state un po' rimescolate: Gérard de Courcelles e André Rossignol erano rimasti insieme, ma Brisson era con Stalter e Robert Bloch con il nuovo pilota francese Léon Saint-Paul.

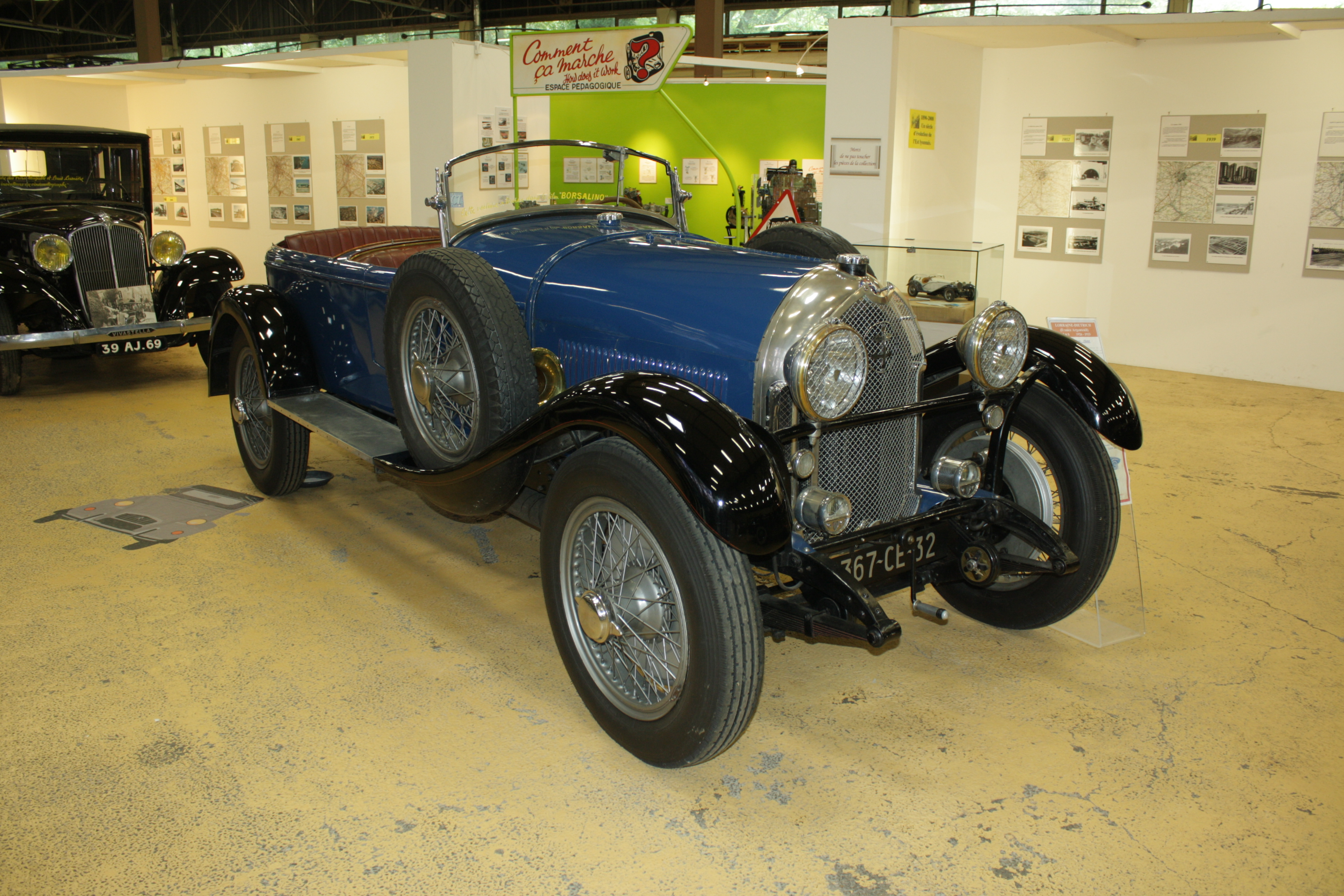
La Lorraine Dietrich B3 6 Sport

La Sunbeam era ora pronta per Le Mans e arriva con due auto. Fondata nel 1899, l'azienda ha raggiunto la fama prima della guerra con il progettista francese Louis Coatalen. Dopo aver prodotto motori aeronautici per la Bristol durante la guerra, erano stati costretti a fondersi con la Talbot-Darracq nel 1920, diventando la Talbot-Sunbeam-Darracq (TSD). Già con un forte palmarès nelle corse, con record di velocità su terra per Kenelm Lee Guinness e Malcolm Campbell, sono diventati l'unica casa automobilistica britannica a vincere un Gran Premio nella prima metà del ventesimo secolo quando Sir Henry Segrave vinse il Gran Premio di Francia 1923. Coatalen ha sviluppato le due auto per Le Mans dall'attuale modello di produzione 24/60. Il motore da 2,9 litri erogava 90 CV con un cambio a 4 velocità, presentava freni su tutte e 4 le ruote e montavano, come le Bentley, pneumatici Rapson. Segrave era forse il pilota automobilistico britannico più noto, ed è stato accoppiato con George Duller, mentre la seconda auto aveva come piloti ufficiali Jean Chassagne e il giornalista di Autocar Sammy Davis. Originariamente società britannica, la Talbot era stata acquistata dalla società Darracq, di proprietà britannica con sede a Parigi, nel 1919, che poi si è fusa con la Sunbeam l'anno successivo. La sua produzione è stata poi trasferita a Parigi e sono state due le Tipo C da 1,5 litri, prodotte per la prima volta nel 1923, ad essere inviate a Le Mans.
L'Ariès ha portato un nuovo modello a Le Mans quest'anno. La Tipo S GP2 è stata abbassata, con un passo più corto e un motore da 3 litri migliorato. Quest'anno il proprietario dell'azienda, il Baron Charles Petiet è stato in grado di procurarsi i servizi del grande Louis Wagner che aveva corso con Darracq, FIAT e Mercedes prima della guerra, e di recente con il team ufficiale Alfa Romeo. Ariès ha anche acquistato un paio delle sue auto più piccole CC2 1100cc per competere per la Coppa Biennale del 1924-5.
L'auto più grande in campo era quella della Sizaire-Berwick, una società anglo-franceseche apparsa unicamente in questa edizione a Le Mans. Progettata da Maurice Sizaire a Parigi, l'auto era stata originariamente prodotta a Londra. Le difficoltà finanziarie hanno fatto sì che la fabbrica fosse stata acquistata da Herbert Austin, il quale ha messo i suoi motori nelle auto. Il modello a Le Mans era stato costruito in Francia e il suo motore da 4,5 litri erogava 65 CV. Sebbene grande, era pur sempre un'auto pesante e le sue prestazioni erano inferiori a quelle delle nuove tourer da corsa.
Questa edizione segna anche la prima apparizione di vetture italiane, che si presentano a Le Mans con due team italiani. La Diatto era una vecchia azienda industriale che aveva costruito materiale ferroviario nel XIX secolo, comprese le carrozze per il famoso Orient Express. Si ramificò nelle automobili nel 1905 e aveva un solido pedigree nelle corse prebelliche. Il team di fabbrica è ora gestito da Alfieri ed Ernesto Maserati e quattro auto sono arrivate a Le Mans. La Tipo 35 aveva un motore da 3 litri che erogava 76 CV ed era in grado di raggiungere i 135 km/h (85 mph), mentre la coppia di Tipo 30 aveva un motore da 2 litri da 55 CV. Le Officine Meccaniche (OM) era, invece, un'azienda milanese che allo stesso modo costruiva carrozze ferroviarie. La produzione di automobili iniziò nel 1918 e la 665 "Superba", vettura presentata nella gara, era uscita solo cinque anni dopo. Presentava un motore da 2 litri, cambio a 4 marce e freni sulle 4 ruote. Il modello S era una versione da corsa a passo corto con pneumatici Pirelli e un motore migliorato che erogava 60 CV in grado di superare i 120 km/h (75 mph); e aveva ottenuto buoni risultati a livello nazionale. Tre auto arrivarono a Le Mans con piloti italiani, tra cui i piloti Ferdinando Minoia e Giulio Foresti.
La 24 Ore di Le Mans del 1925 è stata anche la prima gara per un team americano. La prima auto con il marchio Chrysler era stata presentata solo nel 1924. La Chrysler Six Model B-70 aveva un motore a 6 cilindri in linea da 3,3 litri che produceva 70 CV e una velocità di oltre 110 km/h (70 mph). Eclissata dalla produzione della Ford e della General Motors negli Stati Uniti, la Chrysler si è prefissa di surclassare i rivali in Europa. L'agente francese era il Grand Garage Saint-Didier di Gustave Baehr a Parigi, ed è stato lui ad iscrivere due auto alla gara. Alla fine c'è stato solo il tempo di prepararne una, per l'ex pilota della Lorraine-Dietrich Henri Stoffel e Lucien Desvaux, ex pilota della Salmson.
L'altro nuovo team britannico a partecipare è stata la AC Cars. Originariamente produceva un veicolo per le consegne a 3 ruote chiamato Auto Carrier, ma è stato l'investimento postbellico del famoso pilota britannico Selwyn Edge a far entrare in produzione la nuova AC Six. La vettura è stata guidata da John Joyce e Victor Bruce (fidanzato con la famosa pilota Mary Petre).
Louis Reval era nel settore automobilistico dall'inizio del secolo. La sua azienda, Automobiles Reval, aveva solo tre anni. L'ultima iterazione della sua Type A aveva un motore da 2,5 litri con un telaio Sports a passo corto e poteva raggiungere i 120 km/h (75 mph). Automobiles Gendron (nota anche come GM) era originariamente un produttore di ricambi per auto, ma ha iniziato a produrre auto nel 1922. Furono iscritte due delle tourer GC-2 a passo lungo da 1,5 litri. Il fondatore dell'azienda, Marcel Gendron ha guidato personalmente un'auto, insieme all'esperto collaudatore di aerei Lucien Bossoutrot. Allo stesso modo, Henri Précloux era nuovo nel settore della produzione di automobili, avendo aperto la E.H.P. nel 1921, producendo auto di piccola cilindrata e ciclomotori da competizione. Il modello D4 era una novità del 1925, e la DT era, al contrario, una variante con specifiche caratteristiche più elevate con un motore C.I.M.E. da 1,5 litri e cambio a 4 velocità.
Quest'anno la Rolland-Pilain aveva rilasciato due nuovi modelli: la B25 da strada e una versione "Super Sport" della B23, e tre di queste ultime erano presenti a Le Mans. Aveva un passo più lungo, una parte posteriore "boat-tail" e un motore da 2 litri più potente. Le auto di Delalande/Chalamel e de Marguenet/Sire erano iscritte alla Triennial Cup e con due auto, il team aveva buone possibilità nel campo Triennial di sette. La Bignan era in difficoltà finanziarie e ha così inviato solo un paio delle sue auto da 2 litri, per partecipare a entrambe le Coppe in corso. Le auto distintive ora sfoggiano un singolo grande faro nella parte superiore della griglia del radiatore. I piloti abituali del team Jean Martin e Henri-Julien Matthys avevano un'auto, mentre Henri Springuel ha guidato con Pierre Clause
La S.A.R.A. aveva di nuovo tre iscrizioni e quest'anno ne ha acquistato due nuove vetture di Tipo BDE. Sempre con il motore da 32 CV e 1100cc, potevano ora raggiungere i 100 km/h (60 mph). L'Amilcar è arrivata con una CGS iscritta alla fabbrica quest'anno, per competere per la Triennial Cup. I piloti del team sono André Morel e Marius Mestivier. Tuttavia, quest'anno non erano le auto più piccole in campo. Eric Gordon England, ex collaudatore di Bristol, ha iscritto una Austin Seven da 748cc, costruita con il suo design brevettato di carrozzeria in frassino e compensato che pesava solo 9 kg. Ha guidato insieme a Francis Samuelson.
| No. | Squadra                                             | Auto                                | Gomme  | Pilota 1               | Pilota 2             |
| --- | --------------------------------------------------- | ----------------------------------- | ------ | ---------------------- | -------------------- |
| 1   | Société de Construction de Voitures Sizaire-Berwick | Sizaire-Berwick 25/50CV             | E      | Jacques de Francony    | Émile Dupont         |
| 2   | Chenard-Walcker SA                                  | Chenard & Walcker Type U 22CV Sport | M      | André Lagache          | René Léonard         |
| 3   | Chenard-Walcker SA                                  | Chenard & Walcker Type U 22CV Sport | M      | André Pisart           | Jacques Ledure       |
| 4   | Société Lorraine De Dietrich et Cie                 | Lorraine-Dietrich B3-6 Sport        | E      | Édouard Brisson        | Henri Stalter        |
| 5   | Société Lorraine De Dietrich et Cie                 | Lorraine-Dietrich B3-6 Sport        | E      | André Rossignol        | Gérard de Courcelles |
| 6   | Société Lorraine De Dietrich et Cie                 | Lorraine-Dietrich B3-6 Sport        | E      | Robert Bloch           | Léon Saint-Paul      |
| 7   | Grand Garage Saint-Didier Paris                     | Chrysler Six Series B-70            | BF     | Henri Stoffel          | Lucien Desvaux       |
| 8   | Grand Garage Saint-Didier Paris                     | Chrysler Six 70                     | BF     |                        |                      |
| 9   | Capt J. Duff                                        | Bentley 3 Litre Sport               | Rapson | Capt John Duff         | Frank Clement        |
| 10  | Bentley Motors Ltd.                                 | Bentley 3 Litre Sport               | Rapson | Bertie Kensington-Moir | Dr Dudley Benjafield |

| No. | Squadra                                | Auto                         | Gomme  | Pilota 1               | Pilota 2         |
| --- | -------------------------------------- | ---------------------------- | ------ | ---------------------- | ---------------- |
| 11  | Société des Automobile Ariès           | Ariès Type S GP2             | M      | Louis Wagner           | Charles Flohot   |
| 12  | Société des Automobile Ariès           | Ariès Type S GP2             | M      | Louis Rigal            | Roger Delano     |
| 13  | Società Anonima Autocostruzioni Diatto | Diatto Tipo 35               | E      | François Lecot         | Eugène Renaud    |
| 14  | Società Anonima Autocostruzioni Diatto | Diatto Tipo 35               | E      | Giorgio Rubbietti      | Tulio Vesprini   |
| 15  | Sunbeam Motor Co.                      | Sunbeam 3 Litre Super Sports | Rapson | Sir Henry Segrave      | George Duller    |
| 16  | Sunbeam Motor Co.                      | Sunbeam 3 Litre Super Sports | Rapson | Jean Chassagne         | Sammy Davis      |
| 17  | Établissements Charles Montier et Cie  | Montier Spéciale-Ford        | E      | Charles Montier        | Albert Ouriou    |
| 18  | Automobiles Ravel SA                   | Ravel Type A Sport (12 CV)   | D      | Eugène van den Bossche | Abel Smeets      |
| 19  | Automobiles Ravel SA                   | Ravel Type A Sport (12 CV)   | D      | André Guilbert         | Henri Delhuvenne |

| No. | Squadra                                         | Auto                           | Gomme | Pilota 1                  | Pilota 2             |
| --- | ----------------------------------------------- | ------------------------------ | ----- | ------------------------- | -------------------- |
| 20  | Società Anonima Autocostruzioni Diatto          | Diatto Tipo 30                 | E     | Louis Dollé               | Edouard Giroux       |
| 21  | Società Anonima Autocostruzioni Diatto          | Diatto Tipo 30                 | E     | Edmond Garcia             | Mario Botta          |
| 22  | Établissements Automobiles Rolland et Pilain SA | Rolland-Pilain C23 Super Sport | M     | Gaston Delalande          | Paul Chalamel        |
| 23  | Établissements Automobiles Rolland et Pilain SA | Rolland-Pilain C23 Super Sport | M     | Jean de Marguenat         | Louis Sire           |
| 24  | Établissements Automobiles Rolland et Pilain SA | Rolland-Pilain C23 Super Sport | M     | Paul Stremler             | Pierre Salles        |
| 25  | Automobiles Oméga-Six                           | Oméga-Six Type A               |       | Jacques Margueritte       | Louis Bonne          |
| 26  | Automobiles Oméga-Six                           | Oméga-Six Type A               |       | Roland Coty               | Albert Clément       |
| 27  | Automobiles Oméga-Six                           | Oméga-Six Type A               |       | "Sabipa" (Louis Charavel) | Jacques Boyriven     |
| 28  | Officine Meccaniche                             | OM Tipo 665S Superba           | P     | Ferdinando Minoia         | Vincenzo Coffani     |
| 29  | Officine Meccaniche                             | OM Tipo 665S Superba           | P     | Tino Danieli              | Mario Danieli        |
| 30  | Officine Meccaniche                             | OM Tipo 665S Superba           | P     | Giulio Foresti            | Aimé Vassiaux        |
| 31  | AC Cars Ltd.                                    | AC Six 16/40                   |       | John Joyce                | Hon Victor Bruce     |
| 32  | Établissements Industriels Jacques Bignan       | Bignan 2 Litre Sport           | E     | Jean Martin               | Henri-Julien Matthys |
| 33  | Établissements Industriels Jacques Bignan       | Bignan 2 Litre Sport           | E     | Henri Springuel           | Pierre Clause        |

| No. | Squadra                                 | Auto                            | Gomme | Pilota 1           | Pilota 2           |
| --- | --------------------------------------- | ------------------------------- | ----- | ------------------ | ------------------ |
| 34  | Automobiles Gendron & Cie               | GM GC2 Sport                    | D     | Marcel Gendron     | Lucien Bossoutrot  |
| 35  | Automobiles Gendron & Cie               | GM GC2 Sport                    | D     | Adrien Drancé      | Marcel Michelot    |
| 36  | Automobiles Talbot-Darracq              | Talbot-Darracq Type C           | E     | Edmond Bourlier    | Jules Moriceau     |
| 37  | Automobiles Talbot-Darracq              | Talbot-Darracq Type C           | E     | Théodore Le Du     | Alphonse Auclair   |
| 38  | Etablissements Henri Précloux           | E.H.P. Type DT Spéciale         | E     | Maurice Benoist    | Michel Doré        |
| 39  | Etablissements Henri Précloux           | E.H.P. Type DT Spéciale         | E     | Jean d’Aulan       | René Dély          |
| 40  | Société Française des Automobiles Corre | Corre La Licorne V16 10CV Sport | E     | Albert Colomb      | Fernand Vallon     |
| 41  | Société Française des Automobiles Corre | Corre La Licorne V16 10CV Sport | E     | Louis Balart       | Robert Doutrebente |
| 42  | Société Française des Automobiles Corre | Corre La Licorne V16 10CV Sport | E     | Waldemar Lestienne | Robert Lestienne   |

| No. | Squadra                                             | Auto                          | Gomme | Pilota 1          | Pilota 2                |
| --- | --------------------------------------------------- | ----------------------------- | ----- | ----------------- | ----------------------- |
| 43  | Société des Applications à Refroidissements par Air | S.A.R.A. BDE                  | E     | André Marandet    | Gonzaque Lécureul       |
| 44  | Société des Applications à Refroidissements par Air | S.A.R.A. ATS (7 CV)           | E     | Lucien Erb        | Gaston Mottet           |
| 45  | Société des Applications à Refroidissements par Air | S.A.R.A. BDE                  | E     | Jules de Ségovia  | Gaston Duval            |
| 46  | Automobiles Doriot-Flandrin-Parant SA               | DFP Type VA                   | E     | Louis Colas       | Eugène Moraine          |
| 47  | Automobiles Doriot-Flandrin-Parant SA               | DFP Type VA                   | E     | Émile Lacharnay   | Jacques Millies         |
| 48  | Automobiles Doriot-Flandrin-Parant SA               | DFP Type VA                   | E     | Jean Porporato    | Marcel Collet           |
| 49  | Chenard-Walcker SA                                  | Chenard & Walcker Z1 Spéciale | M     | Robert Sénéchal   | Albéric Loqueheux       |
| 50  | Chenard-Walcker SA                                  | Chenard & Walcker Z1 Spéciale | M     | Raymond Glaszmann | Raphaël Manso de Zuñiga |
| 51  | Société Nouvelle de l'Automobile Amilcar            | Amilcar CGS                   | E     | Marius Mestivier  | André Morel             |
| 52  | Automobiles Majola                                  | Majola Type F                 | D     | Jean Majola       | Fernand Casellini       |
| 53  | Société des Automobile Ariès                        | Ariès CC2                     | M     | Joseph Paul       | Louis François          |
| 54  | Société des Automobile Ariès                        | Ariès CC2                     | M     | Fernand Gabriel   | Henri Lapierre          |

| No. | Squadra            | Auto         | Gomme | Pilota 1            | Pilota 2              |
| --- | ------------------ | ------------ | ----- | ------------------- | --------------------- |
| 55  | E. Gordon Englande | Austin Seven | D     | Eric Gordon England | Sir Francis Samuelson |

## Prove libere
Quest'anno, l'ACO è riuscita a chiudere le strade pubbliche per consentire ai team di fare giri di prova il venerdì, dalle 5 alle 8 e dalle 21 a mezzanotte.
In precedenza, durante le prove private, la Chenard & Walcker di Léonard si è scontrata con un camion in partenza dal tornante di Pontlieue, ma non è stata gravemente danneggiata. Le Sunbeam hanno sviluppato problemi e sono state inviate alla fabbrica gemella Talbot a Parigi per le riparazioni, tornando in tempo per la gara. Poi la tragedia ha colpito venerdì sera: André Guilbert, un meccanico della Reval, stava testando una delle auto quando ha colpito frontalmente un furgone delle consegne all'uscita dal tornante di Pontlieue. Alla fine è stato portato in ospedale con gravi ferite alle gambe.Sabato mattina, il proprietario della società Oméga-Six, Gabriel Daubech, ha ritirato le sue tre auto. Il pilota del team Jacques Margueritte aveva provato due delle auto e aveva riscontrato gravi problemi al motore.

## Gara

### Partenza
È un fine settimana caldo e soleggiato per la gara e più del doppio degli spettatori rispetto all'anno precedente arrivarono all'evento. Ancora una volta è stato Emile Coquille, co-organizzatore e rappresentante dello sponsor Rudge-Whitworth, a essere il partente onorario. Proprio mentre le auto si stavano formando sulla griglia, il team AC ha scoperto che il supporto del radiatore era rotto e, non avendo tempo a sufficienza per ripararlo, dovette ritirarsi. John Duff ha vinto il premio di 500 FF per essere stato il primo a mettere il cofano sulla sua Bentley e a scappare, seguito dalla Sizaire-Berwick e dalla Kensington-Moir nell'altra Bentley. Ma alla fine del primo giro è Segrave in testa alla gara con la sua Sunbeam, inseguito dalle Bentley, dalla Lorraine di Saint-Paul e dalle due grandi Chenard & Walcker.
Solo al quarto giro, Pisart fa cadere la sua Chenard in acqua e la vettura si è surriscaldata a causa della rottura di un tubo dell'acqua. Dopo 40 minuti di riparazioni, hanno continuato a lottare per altri due giri, ma non c'era modo di arrivare a venti giri per il successivo rifornimento d'acqua. In una situazione simile si trovava la piccola Austin 7, che ha subito il lancio di un sasso attraverso il radiatore dopo soli nove giri. Con la nuova superficie della pista, la resistenza dei cofani sollevata e il ritmo di gara veloce, diversi team avevano calcolato male il loro consumo di carburante. Kensington-Moir aveva appena superato Segrave per la prima posizione quando la sua Bentley si è spenta al suo 20° giro vicino a Pontlieue. Subito dopo anche Duff è rimasto senza benzina. Nonostante sia tornato ai box ha nascosto illegalmente una bottiglia di benzina nella macchina per riportarla ai box, ma per fare ciò ha perso sette giri.
René Léonard è stato il primo a rientrare ai box, al 20° giro, mentre André Lagache è stato salutato dagli spettatori francesi, naturalmente, della zona. Il suo obiettivo era quello di abbassare il suo record sul giro di 9 secondi.
Al tramonto, però, si verifica un grave incidente: l'Amilcar di Marius Mestivier stava per essere superata dalla Chenard & Walcker di André Pisart subito dopo il nuovo traguardo in prossimità della curva Mulsanne. All'improvviso la vettura di Mestivier è sbandata di lato ed è rotolata fuori pista. Mestivier viene schiacciato morendo sul colpo diventando, di fatto, il primo incidente mortale nella storia della 24 Ore di Le Mans. Pisart è riuscito a raggiungere i box ma durante il giro successivo è costretto al ritiro a causa di una rottura del tubo dell'acqua provocando il surriscaldamento della vettura.
Alle ore 21:00 la Sunbeam di Segrave e Duller è costretta a ritiarsi con una frizione rotta, mentre la vettura gemella era stata ritardata da un acceleratore bloccato.

### Notte
Al calare della notte Davis, per evitare un doppiato, fece precipitare l'altra Sunbeam fuori strada in un fosso. Nonostante un asse posteriore piegato, tornò ai box dove la squadra ispezionò la macchina e decise di proseguire. Poco dopo mezzanotte la sospensione della Lorraine di Léon Saint-Paul si rompe a velocità sostenuta, facendo girare la macchina tre volte prima di ribaltarsi. Gravemente ferito, Saint-Paul è stato tirato fuori dal relitto da Tulio Vesprini (attualmente quinto) che decide di fermare sportivamente la sua Diatto per soccorrere e poi rimanere con il pilota francese fino all'arrivo di un'ambulanza.
Sénéchal a mezzanotte consegna finalmente la sua 1100 a Loqueheux dopo aver guidato senza problemi per 8 ore. Entrambe le auto sembravano già avere una presa salda sulle rispettive Coppe. Sénéchal torna di nuovo in macchina alle 2 di notte quando però esce di strada e finisce nel fosso ad Arnage, a causa della nebbia. Costruito un ponte con una recinzione, mentre era illuminato dagli spettatori nelle vicinanze, Sénéchal riesce a riportare la macchina sulla strada e a proseguire in meno di un'ora. Come le piccole Chenard-Walckers, anche le Bignan da 2 litri avevano corso eccezionalmente bene, arrivando terze e quarte alle ore 22:00, con la macchina guidata dalla coppia Springuel/Clause, probabilmente in seconda posizione in classifica generale prima di mezzanotte, che però ha cominciato a perdere terreno.
Quando l'alba ha cominciato a sorgere verso le 4 del mattino, la Lorraine della coppia Rossignol/de Courcelles aveva compiuto 65 giri, mantenendo un vantaggio di 2 giri sui loro compagni di squadra Brisson e Stalter. La Sunbeam in ripresa era terza, di solo un giro indietro e la Talbot della coppia Leduc/Auclair era quarta. Con una corsa senza problemi, i leader si erano intascati un mucchio di premi bonus pari a 500 FF, tra cui il primo a 50 e 100 giri, e in testa all'11ª e 12ª ora. Quarta era la Talbot di Le Duc e Auclair e subito quinta la Chenard 1100 della coppia Sénéchal/Loqueheux. Nelle successive soste per il rifornimento, il motore della Bentley ha preso fuoco e, nonostante Clement lo avesse riparato con il cuscino del sedile, il danno era troppo grave per continuare.

### Mattina
La Chenard da 4 litri restante in gara è costretta anch'essa a ritirarsi, a causa di un surriscaldamento provocato della rottura di un tubo dell'acqua e dopo aver affrontato 8 giri prima di poter essere rifornita. Le auto gemelle sono state portate per dei controlli precauzionali e i loro tubi sono stati sostituiti. La Sunbeam finalmente raggiunge e supera Brisson per il secondo posto intorno alle 6 del mattino. All'ora di colazione, le Lorraine vengono separate dalla Sunbeam con due delle OM italiane che correvano molto bene al quarto e quinto posto.
Come l'anno precedente, le Rolland-Pilains sono state compromesse dal loro basso consumo di carburante e non sono mai riuscite a spingere al massimo del loro potenziale, sebbene la loro auto di testa (quella della coppia de Marguenat/Sire) stesse andando bene, nella top-10, mentre le altre due erano in ritardo.

### Fine e post-gara
La Chrysler aveva avuto una corsa forte e affidabile che l'aveva portata al settimo posto in classifica. Poi, a meno di due ore dalla fine, Stoffel è finito in un fosso per evitare un'auto più lenta. Il ritardo è stato cruciale perché, nonostante avessero guidato duramente per recuperare il tempo perso, hanno terminato a soli due giri dalla distanza di qualificazione.
Nel frattempo, le auto in testa continuano senza ulteriori incidenti fino al traguardo. Alla fine Rossignol e de Courcelles terminano giri prima degli avversari e dieci giri prima del loro obiettivo. Chassagne e Davis nella loro Sunbeam mantengono il secondo posto, appena prima dell'altra Lorraine di Brisson e Stalter. Le due OM arrivano al quarto e quinto posto, inscenando un arrivo in formazione. I fratelli Danieli erano appena davanti ai compagni di squadra Foresti e Vassaux in una forte dimostrazione di affidabilità da parte del team esordiente.
Le aerodinamiche Chenard-Walcker 1100 correvano come un orologio. La vettura guidata da Glaszmann e da de Zúñiga si è classificata al 10° posto assoluto vincendo la prima Coppa Biennale, mentre Sénéchal e Loqueheux si sono classificati al 13° posto assoluto vincendo la prima e unica Coppa Triennale Rudge-Whitworth (Sénéchal ha guidato per oltre 20 ore). Le vetture erano anche rispettivamente prima e seconda a metà strada della successiva Coppa Biennale.
Sebbene solo una delle tre Rolland-Pilain è arrivata al traguardo, si è classificata seconda nella Coppa Triennale. Quest'anno, al team è stato anche assegnato uno dei premi speciali in denaro: 500 FF per essere stata giudicata una delle tre auto più comode, un premio condiviso con la Ravel. Purtroppo il meccanico della Ravel, André Guilbert, è morto in ospedale il martedì successivo per le ferite riportate.
Una piccola consolazione per il team Chrysler per non essere entrato nella Coppa Biennale è stato l'ottenimento del premio di 500 FF per aver avuto l'auto più silenziosa di tutte. Anche le due Diatto da 3 litri hanno fatto una bella gara, quindi è stato difficile quando la vettura guidata dalla coppia Lecot/Renaud ha dovuto ritirarsi a meno di due ore dalla fine. Rubbietti e Vesprini avevano spinto forte per recuperare il tempo trascorso da Vesprini a curare Saint-Paul infortunato, rimanendo però indietro di due giri. Tuttavia, il grato team Lorraine-Dietrich ha donato loro 1000 FF, con un ulteriore premio di 1000 FF dato dalla società Hartford e dal compagno di squadra di Saint-Paul Édouard Brisson.
Questo è stato il momento migliore per la Chenard & Walker: all'epoca erano il terzo produttore di automobili francese, assistito dai loro successi nelle gare di durata. La coppia di vertice Lagache/Léonard ha vinto la seconda 24 Ore di Spa tre settimane dopo (e sono stati terzi l'anno dopo). Tuttavia, il team non è mai più tornato a Le Mans, dato che il team è stato sciolto alla fine del 1926 e la società è svanita nell'oscurità.
Diverse società stavano ora iniziando a soffrire nel mercato automobilistico saturo poiché più auto di serie ad alto volume riempivano le strade. Lucien Rolland ed Émile Pilain sono stati costretti dal loro consiglio di amministrazione a vendere le loro azioni e la loro fabbrica si è trasferita da Tours a Parigi. Nel 1926, la E.H.P. ha acquistato la Bignan mentre la Majola è stata rilevata da Georges Irat.
Infine, dopo che il Governo italiano ha deciso di non ripagare i suoi veicoli alla Diatto, la società è stata costretta a sciogliere la sua squadra corse alla fine dell'anno.

## Classifica finale
- I vincitori di ogni classe sono scritti in grassetto.

| Posizione | Classe | N° | Squadra                                             | Piloti                                      | Vettura                           | Gomme  | Giri obiettivo | Giri   | Giri in più/Causa ritiro           |
| Posizione | Classe | N° | Squadra                                             | Piloti                                      | Motore                            | Gomme  | Giri obiettivo | Giri   | Giri in più/Causa ritiro           |
| --------- | ------ | -- | --------------------------------------------------- | ------------------------------------------- | --------------------------------- | ------ | -------------- | ------ | ---------------------------------- |
| 1         | 5.0    | 5  | Lorraine-Dietrich et Cie                            | Gérard de Courcelles André Rossignol        | Lorraine-Dietrich B3-6 Sport      | E      | 119 [B]        | 129    | +10 giri                           |
| 1         | 5.0    | 5  | Lorraine-Dietrich et Cie                            | Gérard de Courcelles André Rossignol        | Lorraine-Dietrich 3.5 L I6        | E      | 119 [B]        | 129    | +10 giri                           |
| 2         | 3.0    | 16 | Sunbeam Motor Company                               | Jean Chassagne Sammy Davis                  | Sunbeam 3 Litre Super Sports      | Rapson | 117            | 125    | +8 giri                            |
| 2         | 3.0    | 16 | Sunbeam Motor Company                               | Jean Chassagne Sammy Davis                  | Sunbeam 3.0 L I6                  | Rapson | 117            | 125    | +8 giri                            |
| 3         | 5.0    | 4  | Lorraine-Dietrich et Cie                            | Henri Stalter Éduoard Brisson               | Lorraine-Dietrich B3-6 Sport      | E      | 119 [T][B]     | 124    | +5 giri                            |
| 3         | 5.0    | 4  | Lorraine-Dietrich et Cie                            | Henri Stalter Éduoard Brisson               | Lorraine-Dietrich 3.5 L I6        | E      | 119 [T][B]     | 124    | +5 giri                            |
| 4         | 2.0    | 29 | Officine Meccaniche                                 | Tino Danieli Mario Danieli                  | O.M. Tipo 665S Superba            | P      | 108            | 121    | +13 giri                           |
| 4         | 2.0    | 29 | Officine Meccaniche                                 | Tino Danieli Mario Danieli                  | O.M. 2.0 L I6                     | P      | 108            | 121    | +13 giri                           |
| 5         | 2.0    | 30 | Officine Meccaniche                                 | Giulio Foresti Aimé Vassiaux                | O.M. Tipo 665S Superba            | P      | 108            | 121    | +13 giri                           |
| 5         | 2.0    | 30 | Officine Meccaniche                                 | Giulio Foresti Aimé Vassiaux                | O.M. 2.0 L I6                     | P      | 108            | 121    | +13 giri                           |
| 6         | 3.0    | 11 | Société des Automobile Ariès                        | Louis Wagner Charles Flohot                 | Ariès Type S GP2                  | M      | 118            | 119    | +1 giro                            |
| 6         | 3.0    | 11 | Société des Automobile Ariès                        | Louis Wagner Charles Flohot                 | Ariès 3.0 L I4                    | M      | 118            | 119    | +1 giro                            |
| 7         | 2.0    | 23 | Établissements Automobiles Rolland et Pilain SA     | Jean de Marguenat Louis Sire                | Rolland-Pilain C23 Super Sport    | M      | 108 [T]        | 117    | +9 giri                            |
| 7         | 2.0    | 23 | Établissements Automobiles Rolland et Pilain SA     | Jean de Marguenat Louis Sire                | Rolland-Pilain 2.0 L I4           | M      | 108 [T]        | 117    | +9 giri                            |
| 8         | 1.5    | 41 | Société Française des Automobiles Corre             | Louis Balart Robert Doutrebente             | Corre La Licorne V16 10CV Sport   | E      | 90             | 111    | +12 giri                           |
| 8         | 1.5    | 41 | Société Française des Automobiles Corre             | Louis Balart Robert Doutrebente             | S.C.A.P. 1.5 L I4                 | E      | 90             | 111    | +12 giri                           |
| 9         | 1.5    | 42 | Société Française des Automobiles Corre             | Waldemar Lestienne Robert Lestienne         | Corre La Licorne V16 10CV Sport   | E      | 99             | 109    | +10 giri                           |
| 9         | 1.5    | 42 | Société Française des Automobiles Corre             | Waldemar Lestienne Robert Lestienne         | S.C.A.P. 1.5 L I4                 | E      | 99             | 109    | +10 giri                           |
| 10        | 1.1    | 50 | Chenard-Walcker SA                                  | Raymond Glaszmann Raphaël Manso de Zuñiga   | Chenard-Walcker Z1 Spéciale       | M      | 91 [B]         | 109    | +18 giri                           |
| 10        | 1.1    | 50 | Chenard-Walcker SA                                  | Raymond Glaszmann Raphaël Manso de Zuñiga   | Chenard & Walcker 1.1 L I4        | M      | 91 [B]         | 109    | +18 giri                           |
| 11        | 2.0    | 21 | Società Anonima Autocostruzioni Diatto              | Edmond Garcia Mario Botta                   | Diatto Tipo 30                    | E      | 108            | 109    | +1 giro                            |
| 11        | 2.0    | 21 | Società Anonima Autocostruzioni Diatto              | Edmond Garcia Mario Botta                   | Diatto 2.0 L I4                   | E      | 108            | 109    | +1 giro                            |
| 12        | 2.0    | 33 | Établissements Industriels Jacques Bignan           | Henri Springuel Pierre Clause               | Bignan 2 Litre Sport              | E      | 107 [B]        | 109    | +2 giri                            |
| 12        | 2.0    | 33 | Établissements Industriels Jacques Bignan           | Henri Springuel Pierre Clause               | Bignan 2.0 L I4                   | E      | 107 [B]        | 109    | +2 giri                            |
| 13        | 1.1    | 49 | Chenard-Walcker SA                                  | Robert Sénéchal Albéric Loqueheux           | Chernard-Walcker Z1 Spéciale      | M      | 91 [T]         | 105    | +14 giri                           |
| 13        | 1.1    | 49 | Chenard-Walcker SA                                  | Robert Sénéchal Albéric Loqueheux           | Chenard & Walcker 1.1 L I4        | M      | 91 [T]         | 105    | +14 giri                           |
| 14        | 1.5    | 39 | Etablissements Henri Precioux                       | Jean d'Aulan René Dély                      | E.H.P. Type DT Spéciale           | E      | 99             | 104    | +5 giri                            |
| 14        | 1.5    | 39 | Etablissements Henri Precioux                       | Jean d'Aulan René Dély                      | CIME 1.5 L I4                     | E      | 99             | 104    | +5 giri                            |
| 15        | 1.5    | 35 | Automobiles Gendron & Cie                           | Adrien Drancé Marcel Michelot               | GM GC2 Sport                      | D      | 99             | 101    | +2 giri                            |
| 15        | 1.5    | 35 | Automobiles Gendron & Cie                           | Adrien Drancé Marcel Michelot               | GM 1.5 L I4                       | D      | 99             | 101    | +2 giri                            |
| 16        | 1.1    | 44 | Société des Automobiles à Refroidissements par Air  | Lucien Erb Gaston Mottet                    | S.A.R.A. ATS [7 CV]               | E      | 91             | 94     | +3 giri                            |
| 16        | 1.1    | 44 | Société des Automobiles à Refroidissements par Air  | Lucien Erb Gaston Mottet                    | S.A.R.A. 1.1 L I4                 | E      | 91             | 94     | +3 giri                            |
| NC        | 5.0    | 7  | Grand Garage Saint-Didier Paris (Privato)           | Henri Stoffel Lucien Desvaux                | Chrysler Six Series B-70          | BF     | 119            | 117    | Distanza insufficiente             |
| NC        | 5.0    | 7  | Grand Garage Saint-Didier Paris (Privato)           | Henri Stoffel Lucien Desvaux                | Chrysler 3.3 L I6                 | BF     | 119            | 117    | Distanza insufficiente             |
| NC        | 3.0    | 14 | Società Anonima Autocostruzioni Diatto              | Giorgio Rubbietti Tulio Vesprini            | Diatto Tipo 35                    | E      | 117            | 111    | Distanza insufficiente             |
| NC        | 3.0    | 14 | Società Anonima Autocostruzioni Diatto              | Giorgio Rubbietti Tulio Vesprini            | Diatto 2.9 L I4                   | E      | 117            | 111    | Distanza insufficiente             |
| NC        | 3.0    | 18 | SA des Automobiles Ravel                            | Eugène van den Bossche Abel Smeets          | Ravel Type A Sport [12 CV]        | D      | 114            | 104    | Distanza insufficiente             |
| NC        | 3.0    | 18 | SA des Automobiles Ravel                            | Eugène van den Bossche Abel Smeets          | Ravel 2.5 L I4                    | D      | 114            | 104    | Distanza insufficiente             |
| NC        | 2.0    | 22 | Établissements Automobiles Rolland et Pilain SA     | Gaston Delalande Paul Chalamel              | Rolland-Pilain C23 Super Sport    | M      | 108 [T]        | 99     | Distanza insufficiente             |
| NC        | 2.0    | 22 | Établissements Automobiles Rolland et Pilain SA     | Gaston Delalande Paul Chalamel              | Rolland-Pilain 2.0 L I4           | M      | 108 [T]        | 99     | Distanza insufficiente             |
| SQ        | 1.5    | 37 | Automobiles Talbot-Darracq                          | Théodore Le Du Alphonse Auclair             | Talbot-Darracq Type C             | E      | 99             | 73     | Rifornimento prematuro             |
| SQ        | 1.5    | 37 | Automobiles Talbot-Darracq                          | Théodore Le Du Alphonse Auclair             | Talbot 1.5 L I4                   | E      | 99             | 73     | Rifornimento prematuro             |
| SQ        | 2.0    | 24 | Établissements Automobiles Rolland et Pilain SA     | Paul Stremler Pierre Salles                 | Rolland-Pilain C23 Super Sport    | M      | 108            | 70     | Rifornimento prematuro             |
| SQ        | 2.0    | 24 | Établissements Automobiles Rolland et Pilain SA     | Paul Stremler Pierre Salles                 | Rolland-Pilain 2.0 L I4           | M      | 108            | 70     | Rifornimento prematuro             |
| SQ        | 1.1    | 47 | Automobiles Doriot-Flandrin-Parant SA               | Émile Lacharnay Jacques Millies             | DFP Type VA                       | E      | 91             | 60     | Distanza insufficiente             |
| SQ        | 1.1    | 47 | Automobiles Doriot-Flandrin-Parant SA               | Émile Lacharnay Jacques Millies             | CIME 1.1 L I4                     | E      | 91             | 60     | Distanza insufficiente             |
| SQ        | 3.0    | 17 | Établissements Charles Montier et Cie               | Charles Montier Albert Ouriou               | Ford-Montier Spéciale             | E      | 117            | 54     | Distanza insufficiente             |
| SQ        | 3.0    | 17 | Établissements Charles Montier et Cie               | Charles Montier Albert Ouriou               | Ford 2.9 L I4                     | E      | 117            | 54     | Distanza insufficiente             |
| Rit       | 3.0    | 13 | Società Anonima Autocostruzioni Diatto              | François Lecot Eugène Renaud                | Diatto Tipo 35                    | E      | 117            | 109    | ?                                  |
| Rit       | 3.0    | 13 | Società Anonima Autocostruzioni Diatto              | François Lecot Eugène Renaud                | Diatto 3.0 L I4                   | E      | 117            | 109    | ?                                  |
| Rit       | 1.5    | 36 | Automobiles Talbot-Darracq                          | Edmond Bourlier Jules Moriceau              | Talbot-Darracq Type C             | E      | 99             | 98     | Incidente                          |
| Rit       | 1.5    | 36 | Automobiles Talbot-Darracq                          | Edmond Bourlier Jules Moriceau              | Talbot 1.5 L I4                   | E      | 99             | 98     | Incidente                          |
| Rit       | 5.0    | 2  | Chenard-Walcker SA                                  | André Lagache René Léonard                  | Chenard-Walcker Type U 22CV Sport | M      | 120            | 90 [B] | Motore                             |
| Rit       | 5.0    | 2  | Chenard-Walcker SA                                  | André Lagache René Léonard                  | Chenard & Walcker 3.9 L I8        | M      | 120            | 90 [B] | Motore                             |
| Rit       | 2.0    | 28 | Officine Meccaniche                                 | Ferdinando Minoia Vincenzo Coffani          | O.M. Tipo 665S Superba            | P      | 108            | 81     | Cuscinetto ruota                   |
| Rit       | 2.0    | 28 | Officine Meccaniche                                 | Ferdinando Minoia Vincenzo Coffani          | O.M. 2.0 L I6                     | P      | 108            | 81     | Cuscinetto ruota                   |
| Rit       | 2.0    | 32 | Établissements Industriels Jacques Bignan           | Jean Martin Henri-Julien Matthys            | Bignan 2 Litre Sport              | E      | 107 [T]        | 65     | ?                                  |
| Rit       | 2.0    | 32 | Établissements Industriels Jacques Bignan           | Jean Martin Henri-Julien Matthys            | Bignan 2.0 L I4                   | E      | 107 [T]        | 65     | ?                                  |
| Rit       | 5.0    | 9  | Capt J. Duff (Privato)                              | Capt John F. Duff Frank Clement             | Bentley 3 Litre Sport             | Rapson | 118 [T]        | 64     | Incendio                           |
| Rit       | 5.0    | 9  | Capt J. Duff (Privato)                              | Capt John F. Duff Frank Clement             | Bentley 3.3 L I4                  | Rapson | 118 [T]        | 64     | Incendio                           |
| Rit       | 1.5    | 40 | Société Française des Automobiles Corre             | Albert Colomb Fernand Vallon                | Corre La Licorne V16 10CV Sport   | E      | 99             | 51     | ?                                  |
| Rit       | 1.5    | 40 | Société Française des Automobiles Corre             | Albert Colomb Fernand Vallon                | S.C.A.P. 1.5 L I4                 | E      | 99             | 51     | ?                                  |
| Rit       | 3.0    | 12 | Société des Automobile Ariès                        | Louis Rigal Roger Delano                    | Ariès Type S GP2                  | M      | 118            | 42     | Guasto elettrico                   |
| Rit       | 3.0    | 12 | Société des Automobile Ariès                        | Louis Rigal Roger Delano                    | Ariès 3.0 L I4                    | M      | 118            | 42     | Guasto elettrico                   |
| Rit       | 2.0    | 20 | Società Anonima Autocostruzioni Diatto              | Louis Dollé Edouard Giroux                  | Diatto Tipo 30                    | E      | 108            | 41     | ?                                  |
| Rit       | 2.0    | 20 | Società Anonima Autocostruzioni Diatto              | Louis Dollé Edouard Giroux                  | Diatto 2.0 L I4                   | E      | 108            | 41     | ?                                  |
| Rit       | 1.5    | 38 | Établissements Henri Precloux                       | Maurice Benoist Michel Doré                 | EHP Type DT Spéciale              | E      | 99             | 41     | ?                                  |
| Rit       | 1.5    | 38 | Établissements Henri Precloux                       | Maurice Benoist Michel Doré                 | CIME 1.5 L I4                     | E      | 99             | 41     | ?                                  |
| Rit       | 1.1    | 45 | Société des Applications à Refroidissements par Air | Jules de Ségovia Gaston Duval               | SARA BDE                          | E      | 91             | 40     | ?                                  |
| Rit       | 1.1    | 45 | Société des Applications à Refroidissements par Air | Jules de Ségovia Gaston Duval               | S.A.R.A. 1.1 L I4                 | E      | 91             | 40     | ?                                  |
| Rit       | 1.5    | 34 | Automobiles Gendron & Cie                           | Marcel Gendron Lucien Bossoutrot            | GM GC2 Sport                      | D      | 99             | 36     | ?                                  |
| Rit       | 1.5    | 34 | Automobiles Gendron & Cie                           | Marcel Gendron Lucien Bossoutrot            | GM 1.5 L I4                       | D      | 99             | 36     | ?                                  |
| Rit       | 1.1    | 53 | Société des Automobile Ariès                        | Joseph Paul Louis François                  | Ariès CC2                         | M      | 90 [B]         | 35     | ?                                  |
| Rit       | 1.1    | 53 | Société des Automobile Ariès                        | Joseph Paul Louis François                  | Ariès 1.1 L I4                    | M      | 90 [B]         | 35     | ?                                  |
| Rit       | 5.0    | 6  | Société Lorraine De Dietrich et Cie                 | Robert Bloch Léon Saint-Paul                | Lorraine-Dietrich B3-6 Sport      | E      | 119            | 33     | Incidente                          |
| Rit       | 5.0    | 6  | Société Lorraine De Dietrich et Cie                 | Robert Bloch Léon Saint-Paul                | Lorraine-Dietrich 3.5 L I6        | E      | 119            | 33     | Incidente                          |
| Rit       | 3.0    | 15 | Sunbeam Motor Co                                    | Sir Henri Segrave George Duller             | Sunbeam 3 Litre Super Sports      | Rapson | 117            | 32     | Trasmissione                       |
| Rit       | 3.0    | 15 | Sunbeam Motor Co                                    | Sir Henri Segrave George Duller             | Sunbeam 3.0 L I6                  | Rapson | 117            | 32     | Trasmissione                       |
| Rit       | 1.1    | 46 | Automobiles Doriot-Flandrin-Parant SA               | Louis Colas Eugène Moraine                  | DFP Type VA                       | E      | 91             | 31     | ?                                  |
| Rit       | 1.1    | 46 | Automobiles Doriot-Flandrin-Parant SA               | Louis Colas Eugène Moraine                  | CIME 1.1 L I4                     | E      | 91             | 31     | ?                                  |
| Rit       | 5.0    | 1  | Société de Construction de Voitures Sizaire-Berwick | Émile Dupont Jacques de Francony            | Sizaire-Berwick 25/50CV           | E      | 120            | 23     | Motore                             |
| Rit       | 5.0    | 1  | Société de Construction de Voitures Sizaire-Berwick | Émile Dupont Jacques de Francony            | Sizaire-Berwick 4.5 L I4          | E      | 120            | 23     | Motore                             |
| Rit       | 5.0    | 10 | Bentley Motors Ltd                                  | Bertie Kensington-Moir Dr Dudley Benjafield | Bentley 3 Litre Sport             | Rapson | 118            | 19     | Carburante esaurito                |
| Rit       | 5.0    | 10 | Bentley Motors Ltd                                  | Bertie Kensington-Moir Dr Dudley Benjafield | Bentley 3.3 L I4                  | Rapson | 118            | 19     | Carburante esaurito                |
| Rit       | 1.1    | 48 | Automobiles Doriot-Flandrin-Parant SA               | Jean Porporato Marcel Collet                | DFP Type VA                       | E      | 91             | 19     | Carburante esaurito                |
| Rit       | 1.1    | 48 | Automobiles Doriot-Flandrin-Parant SA               | Jean Porporato Marcel Collet                | CIME 1.1 L I4                     | E      | 91             | 19     | Carburante esaurito                |
| Rit       | 1.1    | 51 | Société Nouvelle de l'Automobile Amilcar            | André Morel Marius Mestivier                | Amilcar CGS                       | E      | 90 [T]         | 17     | Incidente fatale (Mestivier morto) |
| Rit       | 1.1    | 51 | Société Nouvelle de l'Automobile Amilcar            | André Morel Marius Mestivier                | Amilcar 1.1 L I4                  | E      | 90 [T]         | 17     | Incidente fatale (Mestivier morto) |
| Rit       | 1.1    | 43 | Société des Applications à Refroidissements par Air | André Marandet Gonzaque Lécureul            | S.A.R.A. BDE                      | E      | 91 [B]         | 15     | ?                                  |
| Rit       | 1.1    | 43 | Société des Applications à Refroidissements par Air | André Marandet Gonzaque Lécureul            | S.A.R.A. 1.1 L I4                 | E      | 91 [B]         | 15     | ?                                  |
| Rit       | 1.1    | 52 | Automobiles Majola                                  | Jean Majola Fernand Casellini               | Majola Type F                     | D      | 90             | 14     | Motore                             |
| Rit       | 1.1    | 52 | Automobiles Majola                                  | Jean Majola Fernand Casellini               | Majola 1.1 L I4                   | D      | 90             | 14     | Motore                             |
| Rit       | 1.1    | 54 | Société des Automobile Ariès                        | Fernand Gabriel Henri Lapierre              | Ariès CC2                         | M      | 90 [B]         | 11     | ?                                  |
| Rit       | 1.1    | 54 | Société des Automobile Ariès                        | Fernand Gabriel Henri Lapierre              | Ariès 1.1 L I4                    | M      | 90 [B]         | 11     | ?                                  |
| Rit       | 750    | 55 | Eric Gordon England (Privato)                       | Eric Gordon England Francis Samuelson       | Austin 7                          | D      | 82             | 9      | Radiatore                          |
| Rit       | 750    | 55 | Eric Gordon England (Privato)                       | Eric Gordon England Francis Samuelson       | Austin 0.7 L I4                   | D      | 82             | 9      | Radiatore                          |
| Rit       | 5.0    | 3  | Chenard-Walcker SA                                  | André Pisart Jacques Ledure                 | Chenard-Walcker Type U 22CV Sport | M      | 120            | 6      | Motore                             |
| Rit       | 5.0    | 3  | Chenard-Walcker SA                                  | André Pisart Jacques Ledure                 | Chenard & Walcker 3.9 L I4        | M      | 120            | 6      | Motore                             |
| NP        | 3.0    | 19 | Automobiles Ravel SA                                | André Guilbert Henri Delhuvenne             | Ravel Type A Sport [12 CV]        | D      | 0              | 0      | Incidente nelle prove libere       |
| NP        | 3.0    | 19 | Automobiles Ravel SA                                | André Guilbert Henri Delhuvenne             | Ravel 2.5 L I4                    | D      | 0              | 0      | Incidente nelle prove libere       |
| NP        | 2.0    | 31 | AC Cars Ltd                                         | John Joyce Hon Victor Bruce                 | AC Six 16/40                      |        | 0              | 0      | Radiatore                          |
| NP        | 2.0    | 31 | AC Cars Ltd                                         | John Joyce Hon Victor Bruce                 | AC Cars 2.0 L I6                  |        | 0              | 0      | Radiatore                          |
| NP        | 2.0    | 25 | Automobiles Oméga-Six                               | Jacques Margueritte Louis Bonne             | Oméga-Six Type A                  |        | 0              | 0      | Ritirato dopo le verifiche         |
| NP        | 2.0    | 25 | Automobiles Oméga-Six                               | Jacques Margueritte Louis Bonne             | Oméga 2.0 L I6                    |        | 0              | 0      | Ritirato dopo le verifiche         |
| NP        | 2.0    | 26 | Automobiles Oméga-Six                               | Albert Clément Roland Coty                  | Oméga-Six Type A                  |        | 0              | 0      | Ritirato dopo le verifiche         |
| NP        | 2.0    | 26 | Automobiles Oméga-Six                               | Albert Clément Roland Coty                  | Oméga 2.0 L I6                    |        | 0              | 0      | Ritirato dopo le verifiche         |
| NP        | 2.0    | 27 | Automobiles Oméga-Six                               | "Sabipa" (Louis Charavel) Jacques Boyriven  | Oméga-Six Type A                  |        | 0              | 0      | Ritirato dopo le verifiche         |
| NP        | 2.0    | 27 | Automobiles Oméga-Six                               | "Sabipa" (Louis Charavel) Jacques Boyriven  | Oméga 2.0 L I6                    |        | 0              | 0      | Ritirato dopo le verifiche         |
| NA        | 5.0    | 8  | Grand Garage Saint-Didier Paris (Privato)           |                                             | Chrysler Six 70                   |        | 0              | 0      | Ritirato                           |
| NA        | 5.0    | 8  | Grand Garage Saint-Didier Paris (Privato)           | Chrysler 3.3 L I6                           |                                   |        | 0              | 0      | Ritirato                           |

Leggenda:
- ABD=Abbandono - SQ=Squalificata - NC=Non classificata - NP=Non partita - NA=Non arrivata
- [T]= Vettura iscritta alla Coppa Triennale - [B]= Vettura iscritta anche alla Coppa Biennale del 1924-5.
- La #47 D.F.M. VA è stata eliminata per distanza imposta non rispettata alla 18ª ora.

### Risultati Coupe Triennale Rudge-Whitworth
| Posizione | N° | Squadra                                         | Piloti                            | Vettura                        | Gomme  | Giri (1923) | Giri (1924) | Giri (1925) | Risultati squadra |
| --------- | -- | ----------------------------------------------- | --------------------------------- | ------------------------------ | ------ | ----------- | ----------- | ----------- | ----------------- |
| 1         | 49 | Chenard-Walcker SA                              | Robert Sénéchal Albéric Loqueheux | Chenard-Walcker Z1 Spéciale    | M      | +49 giri    | +8 giri     | +14 giri    | +14 giri          |
| 2         | 23 | Établissements Automobiles Rolland et Pilain SA | Jean de Marguenat Louis Sire      | Rolland-Pilain C23 Super Sport | M      | +19 giri    | +5 giri     | +9 giri     | +9 giri           |
| 3         | 4  | Société Lorraine De Dietrich et Cie             | Édouard Brisson Henri Stalter     | Rolland-Pilain C23 Super Sport | M      | +26 giri    | +0 giri     | +6 giri     | +6 giri           |
| -         | 32 | Établissements Industriels Jacques Bignan       | Jean Martin Henri-Julien Matthys  | Bignan 2 Litre Sport           | E      | +50 giri    | +0 giri     | ABD         |                   |
| -         | 51 | Société Nouvelle de l'Automobile Amilcar        | Marius Mestivier André Morel      | Amilcar CGS                    | E      | +41 giri    | +4 giri     | ABD         |                   |
| -         | 9  | Capt J. Duff (Privato)                          | Capt John Duff Frank Clement      | Bentley 3 Litre Sport          | Rapson | +33 giri    | +5 giri     | ABD         |                   |
| -         | 22 | Établissements Automobiles Rolland et Pilain SA | Gaston Delalande Paul Chalamel    | Rolland-Pilain C23 Super Sport | M      | +12 giri    | +2 giri     | ABD         |                   |

### Risultati Coupe Biennale Rudge-Whitworth 1924-5
| Posizione | N° | Squadra                                   | Piloti                                    | Vettura                      | Gomme | Giri (1924) | Giri (1925) | Risultati squadra |
| --------- | -- | ----------------------------------------- | ----------------------------------------- | ---------------------------- | ----- | ----------- | ----------- | ----------------- |
| 1         | 50 | Chenard-Walcker SA                        | Raymond Glaszmann Raphaël Manso de Zuñiga | Chenard-Walcker Z1 Spéciale  | M     | +8 giri     | +18 giri    | +18 giri          |
| 2         | 4  | Société Lorraine De Dietrich et Cie       | Édouard Brisson Henri Stalter             | Lorraine-Dietrich B3-6 Sport | E     | +0 giri     | +10 giri    | +10 giri          |
| 3         | 5  | Société Lorraine De Dietrich et Cie       | André Rossignol Gérard de Courcelles      | Lorraine-Dietrich B3-6 Sport | E     | +0 giri     | +6 giri     | +6 giri           |
| 4         | 33 | Établissements Industriels Jacques Bignan | Henri Springuel Pierre Clause             | Bignan 2 Litre Sport         | E     | +0 giri     | +2 giri     | +2 giri           |

## Statistiche
- Giro più veloce - #2 André Legache/René Léonard - 9:10
- Distanza percorsa - 2.233,982 km
- Velocità media- 93,082 km/h